# Maria Luísa de Hesse-Cassel
Maria Luísa Carlota de Hesse-Cassel (9 de maio de 1814 - 28 de julho de 1895) foi um membro da Casa de Hesse-Cassel por nascimento e da Casa de Anahalt-Dessau por casamento.

## Família
Maria Luísa Carlota era a segunda filha do conde Guilherme de Hesse-Cassel e da sua esposa, a princesa Luísa Carlota da Dinamarca. Era uma irmã mais velha de Luísa de Hesse-Cassel, consorte do rei Cristiano IX da Dinamarca.

## Casamento e descendência
Maria Luísa Carlota casou-se com o príncipe Frederico Augusto de Anhalt-Dessau, quarto filho, mas terceiro sobrevivente de Frederico, príncipe-herdeiro de Anahalt-Dessau, e da sua esposa, a condessa Amália de Hesse-Homburg, no dia 11 de setembro de 1832 no Rumpenheimer Schloss em Offenbach am Main. O casal teve três filhas:
1. Adelaide Maria (25 de dezembro de 1833 - 24 de novembro de 1916), casada no dia 23 de abril de 1851 com Adolfo, o último duque de Nassau e primeiro grão-duque de Luxemburgo. O actual grão-duque de Luxemburgo, Henri, é seu descendente directo.
2. Batilde Amalgunde (29 de dezembro de 1837 - 10 de fevereiro de 1902), casada no dia 30 de maio de 1862 com o príncipe Guilherme de Schaumburg-Lippe. A sua filha mais velha, Carlota, foi a esposa de Guilherme II, o último rei de Württemberg e, através de uma das suas filhas mais novas, Adelaide, era avó do último chefe do ramo Wettin de Saxe-Altenburg, Jorge Maurício.
3. Hilda Carlota (13 de dezembro de 1839 - 22 de dezembro de 1926).

## Genealogia
| Maria Luísa de Hesse-Cassel | Pai: Guilherme de Hesse-Cassel  | Avô paterno: Frederico III de Hesse-Cassel                | Bisavô paterno: Frederico II de Hesse-Cassel                 |
| Maria Luísa de Hesse-Cassel | Pai: Guilherme de Hesse-Cassel  | Avô paterno: Frederico III de Hesse-Cassel                | Bisavó paterna: Maria da Grã-Bretanha                        |
| Maria Luísa de Hesse-Cassel | Pai: Guilherme de Hesse-Cassel  | Avó paterna: Carolina de Nassau-Usingen                   | Bisavô paterno: Carlos Guilherme, Príncipe de Nassau-Usingen |
| Maria Luísa de Hesse-Cassel | Pai: Guilherme de Hesse-Cassel  | Avó paterna: Carolina de Nassau-Usingen                   | Bisavó paterna: Carolina de Leiningen-Dagsburg-Heidesheim    |
| Maria Luísa de Hesse-Cassel | Mãe: Luísa Carlota da Dinamarca | Avô materno: Frederico, Príncipe Hereditário da Dinamarca | Bisavô materno: Frederico V da Dinamarca                     |
| Maria Luísa de Hesse-Cassel | Mãe: Luísa Carlota da Dinamarca | Avô materno: Frederico, Príncipe Hereditário da Dinamarca | Bisavó materna: Juliana Maria de Brunsvique-Volfembutel      |
| Maria Luísa de Hesse-Cassel | Mãe: Luísa Carlota da Dinamarca | Avó materna: Sofia Frederica de Mecklemburgo-Schwerin     | Bisavô materno: Luís de Mecklemburgo-Schwerin                |
| Maria Luísa de Hesse-Cassel | Mãe: Luísa Carlota da Dinamarca | Avó materna: Sofia Frederica de Mecklemburgo-Schwerin     | Bisavó materna: Carlota Sofia de Saxe-Coburgo-Saalfeld       |